# 糖兄妹
糖兄妹（英語：Sugar Club），香港二人創作組合，由潘雲峰（Sebastian、阿峰、糖兄）和黃山怡（Kandy、糖妹）組成。吉他手糖兄主力作曲，而主唱糖妹則負責填詞。

## 組合背景
糖兄妹，並沒有任何血緣或親屬關係，他們的關係僅是朋友（經朋友介紹而組成）。自2007年組成後，一直在商場演出。2008年，在一個活動中，被維高文化及蘇打綠經理人監製林暐哲讚賞他們的歌曲和表現，於同年與維高文化簽約。其後多次參與香港和台灣的大型音樂節，包括台灣的春天吶喊。

## 成員
潘雲峰（糖兄）
潘雲峰（糖兄）主要負責幕後工作。除了創作糖兄妹歌曲，還會為其他歌手創作，例如：陳柏宇《時機》（作曲及填詞）及張衛健《不想追》（作曲及填詞）等。糖兄於糖兄妹首個大型演唱會「糖兄妹跑出天際遊樂園演唱會」向女友Miu求婚成功，婚期已於2013年4月舉行。
黃山怡（糖妹）
黃山怡（糖妹）主要負責幕前工作。間中會被安排「單飛」出席拍攝活動及擔任主持工作，例如：《勁歌金曲》、《反斗普通話（電視 和 電台版）》及《甜姐兒》。前任男友為Bro5成員Dominic（何浩文）。

## 簡歷

### 2009年 - 2010年
推出首張專輯
在2009年，糖兄妹在台灣錄製了第一張大碟《我最愛糖兄妹》。所以2010年除了有不同的音樂演出外，糖兄妹亦正式推出了首張大碟。

### 2011年
舉辦首個海外音樂會
5月，糖兄妹與Super Bored合辦首個海外音樂會。
成員糖妹推出單曲
6月，糖兄妹成員糖妹首次以個人身份推出單曲《Pink Girls》。
成為網絡遊戲代言人
同年，糖兄妹成為網絡遊戲《跑online》的代言人，亦為遊戲創作新主題曲《跑出天際》，並且在8月推出第二張專輯跑出天際EP。
新歌大受歡迎及舉辦首個澳門音樂會
10月，糖兄妹派上全新歌曲《別煩著我》，其MV在YouTube的點擊率更高達二百萬多。同月8日，糖兄妹與現場音樂協會合辦其首個在澳門舉行的迷你音樂會。
首個香港大型演唱會
2011年12月26日，糖兄妹在九龍灣國際展貿中心匯星Star Hall舉辦其首個在香港的大型售票演唱會 -《糖兄妹跑出天際遊樂園演唱會》，邀請野仔、黃承恩和劉以達作嘉賓。

### 2012年
推出演唱會CD及DVD
7月，糖兄妹推出去年在九展舉行的首個大型演唱會 - 《糖兄妹跑出天際遊樂園演唱會》的2CD，並於同年八月推出DVD版，但這張DVD比2CD缺少《卡通歌 medley我們這一家/愛心一百次/藍精靈》的部分。
新大碟押後推出
糖兄妹原定計劃在2012年12月底安排新大碟面世，但最後決定押後推出。。

### 2013年
推出新曲+精選
7月，糖兄妹在書展推出其新曲+精選，名叫《Thankyou謝謝您》，收錄五首新曲，包括《烈日當空》、《我只想快樂》、《世界也能夠感受》、《分靈體》、《我不是一個人住》及17首舊曲精選。

### 2014年
推出EP
1月，糖兄妹推出EP《动起来》，收录五首单曲，包括将校园活力操推广至全港小学的《我劲优秀》、慈善活动歌《世界也能够感受》和糖妹主演音乐剧场《劲金歌曲》主题曲《豆芽梦》（翻唱露云娜名曲），以及广告宣传歌《Take Care》和《时常挂念》。糖兄初次全盤擔任編曲及監製。

### 2019年：時隔5年合體
3月推出新歌《預知天線》，8月推出新歌《離心力》，11月推出新歌《只此一家》。

### 2020年
2月推出新歌「綠領行動絕膠計劃主題曲」《絕膠行動》。

## 音樂作品

### 專輯／EP
| 專輯 # | 專輯名稱               | 專輯類型  | 發行公司 | 發行日期       | 曲目 |
| ------ | ---------------------- | --------- | -------- | -------------- | --- |
| 1st    | Love Memory            | 限量版EP  | 維高文化 | 2010年10月25日 | 曲目 CD 1. 我最愛糖 2. 一個人咖啡 3. 自說自話 4. 花都開好了 |
| 1st    | 我最愛糖兄妹           | 大碟      | 維高文化 | 2010年12月30日 | 曲目 CD 1. 我最愛糖 2. 一個人咖啡 3. 花都開好了 4. 你很胖 5. 自說自話 6. 一瞬間 7. 我們的遊樂室 8. 說謊 9. 閃著淚光慢慢的決定 10. 地球應援團 11. 高妹 12. 劃火柴 |
| 1st    | 我最愛糖兄妹（CD+DVD） | 大碟      | 維高文化 | 2011年2月5日   | 曲目 CD 1. 我最愛糖 2. 一個人咖啡 3. 花都開好了 4. 你很胖 5. 自說自話 6. 一瞬間 7. 我們的遊樂室 8. 說謊 9. 閃著淚光慢慢的決定 10. 地球應援團 11. 高妹 12. 劃火柴 Bonus DVD（Green Live全紀實） 1. 地球應援團 2. 一個人咖啡 3. 自說自話 4. 你很胖 5. 我最愛糖 |
| 2nd    | 跑出天際               | EP        | 維高文化 | 2011年8月19日  | 曲目 CD 1. 跑出天際（跑Online主題曲） 2. 為了什麼要完蛋（「跑出天際」國語版） 3. Fantasy Tale 4. 雪花抄 5. 慢慢跑出天際 6. 跑出天際（音樂版） 7. Fantasy Tale（音樂版） 8. 雪花抄（音樂版） |
| 3rd    | Thankyou謝謝您         | 新曲+精選 | 維高文化 | 2013年8月5日   | 曲目 CD 1 1. 別煩著我（新歌） 2. 烈日當空（新歌） 3. 跑出天際 4. 地球應援團 5. 荳芽夢（新歌） 6. 高妹 7. 雪花抄 8. Fantasy Tale 9. 劃火柴 CD 2 1. 我最愛糖 2. 一個人咖啡 3. 留不下來（新歌） 4. 自說自話 5. 我只想快樂（新歌） 6. 一瞬間 7. 分靈體（新歌） 8. 世界也能夠感受（新歌） 9. 你很胖 10. 現在再見（新歌） 11. 花都開好了 12. 閃著淚光慢慢的決定 13. 我不是一個人住（新歌） |
| 4th    | 動起來                 | EP        | 維高文化 | 2014年1月10日  | 曲目 1. 我勁優秀 2. Take Care 3. 時常掛念 4. 世界也能夠感受 5. 荳芽夢 |
| 5th    | Sugar Box              | 數碼EP    | 維高文化 | 2020年6月28日  | 曲目 CD 1. 預知天線 2. 離心力 3. 只此一家 |

### 單曲
- 愛我還是他（「音樂永續」作品，翻唱陶喆歌曲）

### 派台歌曲成績
| 派台歌曲成績（四台） | 派台歌曲成績（四台） | 派台歌曲成績（四台） | 派台歌曲成績（四台） | 派台歌曲成績（四台） | 派台歌曲成績（四台） | 派台歌曲成績（四台）                                           |
| -------------------- | -------------------- | -------------------- | -------------------- | -------------------- | -------------------- | -------------------------------------------------------------- |
| 唱片                 | 歌曲                 | 903                  | RTHK                 | 997                  | TVB                  | 備註                                                           |
| 2010年               |                      |                      |                      |                      |                      |                                                                |
| 我最愛糖兄妹         | 我最愛糖             | 2                    | 3                    | 2                    | -                    | 出道作品 新城國語力：1                                         |
| 我最愛糖兄妹         | 一個人咖啡           | 3                    | 11                   | -                    | -                    | 新城國語力：3                                                  |
| 我最愛糖兄妹         | 地球應援團           | -                    | -                    | -                    | 3                    |                                                                |
| 我最愛糖兄妹         | 自說自話             | 2                    | -                    | -                    | -                    |                                                                |
| 我最愛糖兄妹         | 花都開好了           | 20                   | 5                    | -                    | -                    | 翻唱S.H.E作品 新城國語力：2                                    |
| 2011年               |                      |                      |                      |                      |                      |                                                                |
| 跑出天際             | 跑出天際             | -                    | 3                    | -                    | -                    | 《跑Online》2011年主題曲 另派慢慢跑出天際版本                  |
| 留不下來             | 別煩著我             | -                    | 8                    | 3                    | 1                    | 首支冠軍歌                                                     |
| 2012年               |                      |                      |                      |                      |                      |                                                                |
| 留不下來             | 留不下來             | 6                    | 3                    | 2                    | 4                    |                                                                |
| 希望之旅             | 從前一個小女孩的禱告 | -                    | -                    | -                    | 6                    | 與劉以達合唱                                                   |
| 現在再見             | 現在再見             | -                    | 15                   | -                    | 2                    | 新城國語力：3 另派Live Version版本                             |
| 2013年               |                      |                      |                      |                      |                      |                                                                |
| Thankyou謝謝您       | 世界也能夠感受       | -                    | -                    | -                    | 4                    | 新城國語力：1                                                  |
| Thankyou謝謝您       | 我只想快樂           | -                    | 3                    | 4                    | 3                    | 新城國語力：3                                                  |
| Thankyou謝謝您       | 烈日當空             | -                    | -                    | 5                    | -                    |                                                                |
| 2019年               |                      |                      |                      |                      |                      |                                                                |
| Sugar Box            | 預知天線             | -                    | 6                    | 2                    | -                    |                                                                |
| Sugar Box            | 離心力               | -                    | -                    | 1                    | -                    | 加拿大至 HIT 中文歌曲排行榜：2                                 |
| Sugar Box            | 只此一家             | -                    | 8                    | 5                    | -                    | 加拿大至 HIT 中文歌曲排行榜：10                                |
| 2020年               |                      |                      |                      |                      |                      |                                                                |
|                      | 絕膠行動             | -                    | -                    | -                    | -                    | 《綠領行動絕膠計劃》主題曲                                     |
| 2021年               |                      |                      |                      |                      |                      |                                                                |
|                      | 怎麼捨得你           | -                    | -                    | 6                    | -                    | 「音樂永續」作品 翻唱張學友作品 加拿大至 HIT 中文歌曲排行榜：3 |
|                      | 愛我還是他           | -                    | -                    | -                    | -                    | 「音樂永續」作品 翻唱陶喆作品                                  |

| 各台冠軍歌總數 | 各台冠軍歌總數 | 各台冠軍歌總數 | 各台冠軍歌總數 | 各台冠軍歌總數    |
| -------------- | -------------- | -------------- | -------------- | ----------------- |
| 903            | RTHK           | 997            | TVB            | 備註              |
| 0              | 0              | 1              | 1              | 四台冠軍歌總數：0 |

- （*）表示該歌曲仍在榜上

## 音樂會／演唱會
| 音樂會、演唱會列表       | 音樂會、演唱會列表                                       | 音樂會、演唱會列表 | 音樂會、演唱會列表                          | 音樂會、演唱會列表 | 音樂會、演唱會列表                    |
| ------------------------ | -------------------------------------------------------- | ------------------ | ------------------------------------------- | ------------------ | ------------------------------------- |
| 日期                     | 演唱會/音樂會名稱                                        | 場數               | 場地                                        | 主題曲             | 備註                                  |
| 2011年5月29日（星期日）  | Super Bored X Sugar Club Playroom Live in Vancouver 2011 | 1                  | Norman Rothstein Theatre                    | -                  | 首個海外音樂會 與 Super Bored合作舉辦 |
| 2011年10月8日（星期六）  | 糖兄妹愛澳門迷你音樂會                                   | 1                  | 澳門美副將大馬路48-48號D萬基工業大廈10樓B座 | -                  | 與 現場音樂協會 合作舉辦              |
| 2011年12月26日（星期一） | 糖兄妹跑出天際遊樂園演唱會                               | 1                  | 九龍灣國際展貿中心 匯星Star Hall            | -                  | 首個大型演唱會                        |
| 2012年5月20日（星期日）  | Walker X 糖兄妹Walk N' Wow音樂會                         | 1                  | 九龍灣國際展貿中心演講廳                    | -                  | 與 Walker薄荷糖 合作舉辦              |
| 2012年6月17日（星期日）  | Neway Music Live X 糖兄妹音樂會                          | 1                  | 九龍灣國際展貿中心演講廳                    | -                  | 與Neway合作舉辦                       |
| 2020年9月12日（星期六）  | 糖兄妹十周年XR 音樂Party                                 | 1                  | 網上直播（YouTube 可重温)                   | -                  | —                                     |
| 2020年10月24日（星期六   | 糖兄妹預見十年音樂會                                     | 1                  | 海洋公園怡慶坊                              | -                  | 疫情爆發後首個實體演唱會              |

## 演出作品

### 舞台劇
- 2012年6月：劇場．再遇系列 三角關係《勁金歌曲》音樂劇場（四度公演）（糖妹為特邀演員，糖兄為客席伴奏）

### 微電影
- 2013年：劉偉恒執導微電影《兩情相遇》（2013年香港亞洲電影節入選短片）（糖妹為短片女主角，糖兄為配樂）

### 電視及電台節目
2010年
- 叱咤903 - 叱咤叱叱咤（11月18日）
- 叱咤903 - 叱咤樂壇（5月31日、8月24日、11月4日、12月30日）
- 叱咤903 - 叱咤樂迷（9月14日）
- 叱咤903 - 伊維特革命（7月4日）
- 叱咤903 - 兒童適宜（11月21日、28日）
- 叱咤903 - 早霸王（12月28日）
- 雷霆881 - 巴巴閉Afternoon D（11月25日）
- 雷霆881 - 成班嘩鬼嘈喧巴巴閉（11月27日）
- 無綫電視翡翠台 - 勁歌金曲（6月19日、7月17日、11月27日）
- 無綫電視翡翠台 - 360˚音樂無邊（7月17日、10月23日、11月27日）
- 無綫電視翡翠台 - 都市閒情（6月30日、10月13日）
- 無綫電視翡翠台 - 東張西望（8月13日）
- 無綫電視翡翠台 - 超級遊戲獎門人（10月18日：糖妹）
- 無綫電視翡翠台 - 世界盃動起來（7月10日）
- 無綫電視J2台 - 愛情研究所（6月13日、11月21日）
- 香港電台第一台 - 中國點點點（12月3日）
- 香港電台第二台 - Made in Hong Kong 李志剛（8月26日）
- 香港電台第二台 - 甜心家族（8月17日）
- 香港電台第二台 - 騷動音樂（6月5日）
- 香港電台第二台 - Gimme 5（5月26日）
- 香港電台Teen Power - Teen Musik（12月10日）
- 香港電台Teen Power - 校園本壘（12月16日）

2011年
- 叱咤903 - 公子會（1月8日：糖妹）
- 香港電台第五台 - 光輝歲月（1月3日）（8月19日）
- 香港電台第二台 - 有冇搞錯（1月4-7日）
- 香港電台第二台 - 思潮作動（1月13日）
- 香港電台Teen Power - Music Drive（1月18日）
- 無綫電視J2台 - Music Café（2月6日）
- 無綫電視翡翠台 - 明秋喜相逢（2月13日）
- 無綫電視J2台 - 安樂蝸 （2月20日）
- 新城知訊台 - 百萬U.S.B.（2月21日：糖妹）
- 雷霆881 - 巴巴閉邊個夠我查篤撐（3月1日）
- 雷霆881 - 巴巴閉Afternoon D（11月10日）
- 樹仁新傳電台 - 有SING （4月12日）
- 無綫電視J2台 - 兄弟幫 （4月20日）（6月11日、8月24日 ：糖妹）
- 無綫電視翡翠台 - 魔法擂台（4月30日）（糖妹）
- 無綫電視翡翠台 - 今日VIP（5月10日）（糖兄）
- 香港電台Teen Power - 心理星座有個謎（6月15日：糖妹）
- 香港電台電視 - 贏得樂 玩得喜（7月9日：糖妹）
- 無綫電視翡翠台 -  大凶兆（8月20日：糖妹）
- 無綫電視翡翠台 - 變身男女Chok Chok Chok（8月21日：糖妹）
- J2 - 全新J2台歌（躍動的心）出街 8月24日
- 無綫電視超級巨聲3（9月11日：糖妹）
- J2 - 樂遊約克郡（10月22日 - 12月24日 10集
- 無綫電視翡翠台  - 甜姐兒（主持：糖妹；第24集嘉賓：糖兄）
- 無綫電視翡翠台  - 勁歌金曲-（主持：糖妹〕
- 無綫電視翡翠台 - 360˚（12月17日：糖妹）
- 香港電台第二台 - Made in Hong Kong 李志剛（10月27日）
- 無綫電視翡翠台  - 歡樂滿東華-（12月10日〕

2012年
- 叱咤903 - 叱咤樂壇（1月19日）
- 香港電台第二台 - 甜心家族（1月25日）
- 無綫電視翡翠台  - 登登登對（1月30日及31日）
- 雷霆881 -  巴巴閉 afternoon D（2月2日）（3月8日）（4月17日：糖兄）
- 無綫電視翡翠台 - 今日VIP（2月9日）
- 叱咤903 - 早霸王（2月14日：糖妹）
- 雷霆881 - 有誰共鳴（3月1日）
- 香港電台第五台 - 活在有情天（3月5日）
- 無綫電視翡翠台  - 勁歌金曲-（主持：糖妹；3月9日嘉賓：糖兄）
- 無綫電視翡翠台  - 財智達人ll（3月9日）
- 無綫電視J2台 - Music Café（4月30日）
- 無綫電視J2台 - 巨聲工房（5月1及2日）
- 無綫電視翡翠台  - 700萬人的數字（5月23及24日：糖妹）
- 香港電台Teen Power -  漫動作（7月20日）
- 無綫電視翡翠台  - 玩轉三周1/2（8月8日：糖妹）
- 雷霆881 - 大龍鳳（9月12日）
- 無綫電視翡翠台  - 千奇百趣東南亞（9月25日）
- 無綫電視翡翠台 - 翡翠名曲匯（9月30日；糖妹）
- 無綫電視翡翠台 - 環遊世界明星賽（9月30日；糖妹）
- 無綫電視翡翠台 - 善心滿載仁愛堂（10月13日）
- 無綫電視翡翠台 - 皆大歡喜之溏心風暴（10月14日；糖妹）
- 無綫電視翡翠台 - 夜宵磨（10月21日）
- 香港電台第二台 - Made in Hong Kong 李志剛（10月23日）
- 叱咤903 - 叱咤樂迷（10月26日）
- 香港電台Teen Power - Teen Musik（11月5日）
- 商業電台 - 一切從音樂開始（11月8日；糖妹）
- 新城知訊台 - 娛樂旗艦店（11月15日）
- 雷霆881 - 雷霆音樂圈（11月17日）
- 無綫電視翡翠台 - 360˚（11月17日）
- 無綫電視翡翠台 - 街坊廚神食四方（11月25日；糖妹）
- 無綫電視翡翠台 - 公民教育委員會特約：尊重與包容（12月1日；糖妹）
- 香港電台第五台 - 有趣空間（12月23日）
- 無綫電視翡翠台 - 體通體透（12月26日）

2013年
- 香港電台電視 - 《好想藝術》（1月9日；糖妹）
- 叱咤903 - 叱咤樂壇（2月8日）
- 無綫電視翡翠台 - 順峰順水（2月17日；糖妹）
- 無綫電視翡翠台 - 演嘢（3月29日；糖妹）
- 無綫電視翡翠台 - 勁歌金曲（3月30日）
- 無綫電視翡翠台 - 無間音樂（4月5日）
- 香港電台第二台 - Gimme 5（4月29日；糖兄）
- 無綫電視J2台 - 姊妹淘（5月4日；糖妹）
- 無綫電視翡翠台 - 決戰一分鐘（5月12日；糖妹）
- 無綫電視翡翠台 - 勁歌金曲（5月25日）
- 無綫電視翡翠台 - TVB最受歡迎廣告頒獎典禮（6月23日）
- 香港電台第二台 - Call me Gaga（6月24日）（糖兄）

2019年
- 流行經典50年
- 香港美食一條街   (糖妹)
- 番外篇《美食一條街：順德篇》  (12月22日)   (糖妹)

2020年
- 無綫電視翡翠台 - 樂勢力 （4月10日）
- 無綫電視翡翠台 - 勁歌金曲（4月11日）
- 無綫電視翡翠台 - 勁歌金曲（9月12日）(糖妹)
- 無綫電視翡翠台 - 樂勢力 （11月20日）

### 電視劇
- 香港電台電視 - 《現代結婚進行曲：港男港女》（2009年7月11日；糖妹）
- 無綫電視翡翠台 - 《你們我們他們：單元一》（2011年2月7日；糖妹 飾 小韻）
- 無綫電視翡翠台 - 《你們我們他們：單元八》（2011年2月16日；糖兄 飾 球證）
- 香港電台電視 - 《女人多自在》（2011年10月23日；糖妹）
- 香港電台電視 - 《私隱何價》（2012年9月26日；糖妹 飾 YY）
- 無綫電視翡翠台 - 《戀愛季節：單元一》（2013年2月11日；糖妹 飾 林春芳）
- 無綫電視翡翠台 - 《熟男有惑》（糖妹 飾 湯子君）
- 無綫電視翡翠台 - 《衝上雲霄II》（2013年8月23日；糖妹 飾 顧阿里詩Alizee）

### 廣播劇
- 新城廣播劇團－預言書 （2011年新城知訊台；糖妹）

### 聲音演出
- 藍精靈
- 怪獸保姆
- 來自紅花坂上
- 遊戲《跑Online》
- 仁愛堂動畫《甜心格格》
- 冰雪奇緣

## 其他作品

### 廣告代言
只列出以糖兄妹名義的廣告代言
- 唐心大使 香港唐氏綜合症協會
- 綠領行動有衣食大使
- JC Shop
- Walker薄荷糖 （2012）
- 跑Online （2011-2012）

### 活動
2008年
- S.H.E.廣東道聖誕Street Party
- S.H.E.宇宙聯盟聖誕派對
- 蘇打綠遊樂新年派對
- 朗豪坊Ozone除夕倒數大派對
- 環球音樂X DNM創作人愛搞作音樂會

2009年
- 朗豪坊大除夕倒數音樂會
- 朗豪坊平安夜倒數音樂會
- 范曉萱 & 100% 「赤子」營火草地回歸自然音樂會
- Yes School Tour
- 聖誕潮藝館-創意音樂組曲活動
- AIA 晚宴
- Detour 2009 本地獨立音樂慈善
- 生力Wild Day Out Grand Show
- 2009台灣墾丁春天吶喊
- 糖兄妹Kubrick Friday Live
- 朗豪坊定期演出

2010年
- Olivia音樂會開場表演嘉賓
- 許哲珮美好的雪人音樂會開場表演嘉賓
- 林宥嘉感官世界音樂會開場表演嘉賓
- IFPI香港唱片銷量大獎頒獎禮
- 香港音樂匯展
- 國際會議展覽中心晚宴
- 樹仁大學－樹仁新傅電台節目表演嘉賓
- 演藝界情繫玉樹關愛行動大匯演
- 綠領行動主辦- 全港家庭重用膠袋妙法大比拼頒獎禮
- ēpöch新產品「日式布丁- Kami」發佈會
- Backstage live糖兄妹 X 絲襪小姐 演出
- 第4屆HKIT流行音樂創作毅進音樂會
- 《Yes!! 2010 School Tour》
- 新城知訊台 - 飛躍校園2010
- 職安Safe Tee設計比賽School Tour
- 第24屆荃灣藝術節
- 香港龍舟嘉年華
- Converse presents re:spect Live 04
- Crocs - join the band now
- 香港電台「太陽計劃2010永不放棄同學會」開學禮
- 香港電台「太陽計劃2010」南區音樂峰會
- CASH暑期音樂集作2010實驗CD發佈會
- Stella Artois啤酒節比賽
- Green live
- 香港專業教育學院青衣分校－青衣IVE校園廣播電台台慶
- 「仁愛堂野外長征南極考察之旅」
- 大埔職安健音樂會2010
- 青年樂隊馬拉松2010
- 《貓眼看世界》國際動畫節
- 新城熱捧新星音樂會2010
- 「舞動荃城迎聖誕2010暨『超級舞蹈』比賽」
- 全港除夕倒數迎2011
- 朗豪坊定期演出

2011年
- 朗豪坊定期演出
- 「光輝歲月‧歲月留聲丨鬥唱金曲迎新歲」
- 「萬眾一心耀東華」及「東華愛心競技同樂日」新聞界招待會
- 積極人生和諧家庭樂滿Fun嘉年華
- Citywalk兔躍盛世迎新歲
- 麥當勞午間超值選HappyHour 掲幕禮
- 地球一小時2011啟動禮
- 渣打馬拉松嘉年華2011
- 903 Nike free your body 起動日
- 「建造業安全獎勵計劃2010/2011」頒獎典禮暨嘉年華會
- 香港浸會大學 工商管理學院 歌唱比賽2011
- 《粉墨再生開幕禮》
- 《澳門綠化週開幕禮》
- 時裝店MeeH開幕
- 「塑膠回收環保嘉年華」暨 新界西區校際塑膠回收比賽頒獎禮
- I Love HK好戲派 復活節派對 （葵涌、油麗及天恩商場）
- 「小露寶至Kid Cosplay匯演」
- 「真我 Go Goal 港澳勵志歌曲唱片比賽」
- Walk & Road Show音樂會
- 糖兄妹現身citylink
- Goyeah.com校園巡迴唱
- The ONE 我最愛糖兄妹影唱會
- 天比高 圍音樂 第十八場
- 陳瑞祺（喇沙）中學慈善表演2011
- 綠「升級」的家揭幕禮
- 奧海城 X《變形金剛黑月降臨》之穿梭銀河揭幕禮
- 青衣城「全球藍精靈日狂歡派對」
- 澳門夢成匙音樂會
- 「adidas車路士球會珍藏展」開幕典禮
- 青衣城「藍精靈「青」出於「藍」搗蛋之城揭幕禮」
- 《亞洲網絡遊戲大獎頒獎典禮》記者會
- 尖沙咀iSquare 攝影比賽揭幕
- 翔龍灣廣場「夏日鬆鬆大抽獎」 - Summer Unplugged音樂會
- 8月1日：香港動漫電玩節2011 - 2011 Heartbeat青年音樂祭總決賽
- 8月2日：保良局呈獻藍精靈慈善首映禮
- 8月6日：香港電台「太陽計劃2011永不放棄同學會」畢業典禮
- 8月11日：舊書回收義賣大行動
- 8月12日：2011青年活力群星音樂會
- 8月13日：西寶城「Toro仲夏糖果樂園」 - 翩翩舞動「士的」Show
- 8月14日：Citywalk「永不於棄同學仔‧海洋之旅」全港小學生海洋藝術匯演
- 8月16日：Garnier Spread the Green活動發佈會
- 8月17日：西九龍中心舉行的「青年就業博覽2011──至Like潮工大募集」
- 8月18日：APM 達人夜書市2011《糖兄妹台北大作戰》
- 8月19日：信德中心．懷舊潮
- 8月20日：跑出天際 夏日嘉年華
- 8月21日：上水中心購物商場「夏日水都之3D互動水族館」
- 8月21日：香港電台「太陽計劃2011」愛在當下為未來
- 8月25日：CASH暑期音樂集作2011「實驗CD發佈暨音樂會」
- 8月27日：屯門沙灘節2011
- 9月11日：大埔職安健音樂會2011
- 10月5日：開心日報 : 開心邁向十周年
- 10月29日：台灣月：香港海洋音樂祭
- 11月20日：第四屆Give Us a Tune英語歌唱比賽決賽
- 12月20日：慶祝澳門特別行政區成立十二週年體藝匯演
- 12月24日：新城市廣場「星光下的倒數派對2011」
- 12月30日：「wtc more世貿中心2012 HK Let's Fly」揭幕禮
- 12月31日：「wtc more世貿中心2012 HK Let's Fly」除夕倒數派對

2012年
- 1月4日：澳門全民清潔迎新歲活動
- 1月15日：置富Malls X 功夫熊貓2「龍年賀歲」 - 置富Malls龍飛鳳舞賀年Show
- 2月12日：糖兄妹甜蜜約定
- 3月3日：仁愛堂100% Green Live演唱會
- 3月4日：澳門二○一二婦女嘉年華
- 3月9日：青衣城 X 葵青區「第八屆影藝新秀金葵獎」
- 3月31日：2012選民新力軍齊起動
- 4月9日：PopCorn Pop Music Bar
- 4月20日：糖兄妹Live@Prime
- 5月5日：東華三院地球公民計劃「千人植樹綠與樂」
- 5月6日：第23屆國際流行音樂大獎頒獎典禮
- 5月12日：長江實業旗下商場母親節呈獻「最強媽媽大作戰」 – 愛‧媽媽感謝日
- 5月13日：「愛香港齊齊登記做選民」
- 5月19日：Mikiki X 糖兄妹甜蜜歌迷分享會
- 6月2日：澳門2012世界無煙日活動嘉年華
- 6月27日：香港電台數碼廣播流動舞台 第三站
- 7月8日：生力啤酒節
- 7月10日：德福廣場 paul frank潮玩夏日「型」開幕禮
- 7月15日：免費派發Garnier暨快閃舞 （糖妹）
- 7月15日：美女曆香港啓動禮 （糖妹）[7]
- 7月18日：深圳動漫節
- 7月19日：無線娛樂新聞台《apm放榜前的一個晚上》
- 7月19、21、22日： 香港書展 甜Zee Zee
- 7月26日：Mini Cooper陳列室開幕
- 8月10日：Compass Visa「熱鬥細運會」
- 8月11日：香港電台「太陽計劃2012」-「人人就位孝愛互傳」啟動禮
- 8月12日：蘇豪東 X 癲噹 炎夏活力巡禮
- 8月17日：銀礦灣沙灘音樂節2012
- 8月18、19、25日：糖兄妹跑出天際遊樂園演唱會DVD快閃簽唱會
- 8月19日：美麗華商場星級雪糕派對 （糖妹）
- 8月19日：打擂台 （糖妹）
- 8月23日: 「合和．仁愛堂極地之旅 - 珠穆朗瑪峰」凱旋回歸記者會
- 8月24日：僱員再陪訓局畢業大典演唱會
- 8月25日：積金人生運動會
- 8月30日：屈臣氏You Award2012您的健與美大獎 （糖妹）
- 9月3日：903 all star 籃球賽
- 9月8日：廣州新奇士夏日動感嘉年華
- 9月9日：「糖兄妹x JC 登陸apm」開幕禮暨首映式
- 9月13日：昂步棧道2013啟動禮
- 9月15日：保良局籌款活動剪綵禮
- 9月16日：澳門塔石廣場樓宇管理推廣日2012
- 9月17日：天際100港台數碼聲音廣播新年代
- 9月22日：「香港唐氏綜合症協會922 全港賣旗日」
- 9月23日：澳門「智」精「彩」不迷賭音樂會2012
- 9月25日：綠領行動城大零廚餘週啟動禮
- 10月6日：Egg optical眼鏡店推廣活動（糖妹）
- 10月7日：職安健職業司機Keep Fit Party 2012啟動禮暨遠足
- 10月9日：《Fashion & Beauty流行新姿》「OL直選‧ 完美品牌大賞2012」頒獎典禮（糖妹）
- 10月20日：KKBOX「出來一起聽」@The One
- 10月27日：2012年道路安全議會週年慶典（糖妹）
- 10月28日：Furby孩之寶活動（糖妹）
- 11月6日：糖妹x 小白 natural couture by NICE CLAUP活動（糖妹）
- 11月7日：暖流行動─長者港鐵安全運動2012
- 11月10日：「柯尼卡美能達綠色音樂會 ─ 儲電大行動」啟動禮
- 11月10日：「《好想藝術》全城唱：第二季啟播禮」
- 11月24日：「柯尼卡美能達綠色音樂會」
- 11月26及27日：香港週2012 《唱作世代》音樂會（台北Legacy）
- 12月2日：Samsung NX1000 活動
- 12月9日：灣仔區慶祝香港回歸祖國15 周年暨防火樂安居樓宇探訪閉幕禮
- 12月10日：美加潮牌-Superbored香港店開幕派對
- 12月11日：世紀之聲樂善行長者探訪日（糖妹）
- 12月12日：「我是無煙的」啟動禮
- 12月15日：糖妹與您甜甜約會（澳門銀河）（糖妹）
- 12月16日：粉嶺中心「恒生勁爆Music World新城勁爆頒獎禮2012」拉票大行動第二回
- 12月16日：開開心心工展會
- 12月17日：世紀之聲樂善行慈善晚會（糖妹）
- 12月18日：數碼港聖誕嘉年華2012開幕儀式
- 12月24日：「Neway．PlayStation3《LittleBigPlanet Karting》極速王大賽:「Neway．PlayStation3《LittleBigPlanet Karting》極速王大賽」活動一
- 12月24日：荃灣廣場「聖誕狂『賞』曲」 - 星光閃耀平安夜
- 12月25日：黃金海岸商場「黃金海岸聖誕藝坊」 - 歡聚黃金聖誕日
- 12月31日：澳門漁人碼頭「萬人聖誕Dance Sing Show除夕狂歡倒數2013」

2013年
- 1月1日：「元旦賽馬日」
- 1月20日：「昂步棧道2013」
- 1月25日：中大草地音樂分享會
- 1月26日：強積金「僱員自選安排」活動日
- 1月26日：「秋赤音香港演唱會」表演嘉賓
- 1月30日：《新春自家菜》記者會（糖妹）
- 1月31日：港台數碼台《有聲好書》－「聽得到的書店」開幕典禮
- 2月2日：《社企有道》啟播禮 司儀（糖妹）
- 2月8日：《戀愛季節》宣傳活動（糖妹）
- 2月22日：LiveTube 二月份音樂會 表演單位
- 2月24日：西貢區滅罪抗毒助更生嘉年華
- 2月28日：JC Shop Lollipop開幕禮
- 3月5日：保良局安老籌募活動 - 實現千歲願
- 3月12日：中電 ｢綠適動生活」之旅啟動儀式
- 3月14日：The East x angelhood潮拜彩繪復活兔揭幕禮
- 3月15日：樂善堂「愛．無煙」前線企業員工戒煙計劃開幕禮（糖妹）
- 3月16日：親親密『襪』唐氏日
- 3月23日：「地球一小時」倒數活動
- 3月24日：「渣打香港馬拉松2013」活動
- 3月24日：同樂認識《基本法》親子嘉年華2013
- 3月27日：WeChat TAKKI X 糖妹（糖妹）
- 3月29日：Garnier水潤清爽面貼面! Let's try! - 銅鑼灣
- 3月31日：第37屆香港國際電影節《狂舞派》世界首映禮（糖兄）
- 4月13日：『音樂展能無邊界』演唱會（糖妹）
- 4月21日：香港移動體驗中心啟動禮及展覽
- 4月22日：「愛地球Go Green Monday 4.22全城無綠不歡」典禮
- 4月24日：GARNIER新產品發佈會（糖妹）
- 5月1日：MegaBox「小小慈善音樂家2013」
- 5月4日：五四青年音樂節
- 5月5日：「全港兒童故事演講比賽2013」（糖妹）
- 5月8日：BeLLE HK慶生5周年*好賞．齊Share（糖妹）
- 5月13日：綠色辦公室獎勵計畫開幕禮暨午餐會
- 5月29日：Yes!! School Tour 2013
- 6月14日：朗豪坊LIVE STAGE - Takki表演嘉賓（糖兄）
- 6月16日：香港婚禮攝錄大獎 2013
- 6月21日：香港電台《數碼車Roadshow 2013啟動禮》（糖妹）
- 6月22日：Mikiki「全球藍精靈日」
- 6月23日：香港龍舟嘉年華‧生力啤酒節
- 7月6日：澳門「2013成人宣誓日」活動 （糖妹）
- 7月7日：「太陽計劃2013」太陽學堂開學禮（糖妹）
- 7月14日：「放榜給力大本型」打氣音樂會（糖妹）
- 7月14日：apm 放榜前的一個晚上（糖妹）
- 7月21日：PopCorn全港首個音樂機械人大賽記者會（糖妹）
- 7月21日：香港書展「長空ONLINE旅遊app」活動（糖妹）
- 7月21日：香港書展《Thankyou謝謝您》新碟簽名會（糖妹）
- 7月24日：劉子千新碟《都是愛》記者會（糖妹）
- 7月28日：《藍精靈2》澳門首映禮
- 8月3日：香港數碼電台「永不放棄同學會 2013」畢業禮（糖妹）
- 8月5日：Wow Music 維高文化 X 享樂團3Think 簽約儀式（糖妹）
- 8月10日：朗豪坊12/F Livestage - 2013 新潮舞會（糖妹）
- 8月11日：FIVB世界女排大獎賽 - 香港2013（糖妹）
- 8月25日：多倫多《Sunshine Generations陽光世代2013》總決賽
- 8月31日：廣州恒寶廣場《Thankyou謝謝您》新碟簽名會
- 9月5日：香港電台《數碼車Roadshow 2013》（糖妹）

### 著作
- 糖兄妹 -《糖兄妹台北大作戰》[8]

## 獎項
2010年度
- 新城國語力頒獎禮2010 - 新城國語新勢力組合
- 第7屆「勁歌王」全球華人樂壇音樂盛典 - 最佳新人組合
- 華語音樂盛典2010 - 優秀新人組合
- 2010勁歌金曲優秀選第二回 - 新人薦場飆星獎
- YAHOO!搜尋人氣大獎2010 - 樂壇新勢力
- 新城勁爆頒獎禮2010 - 新城勁爆新人王（組合）
- 2010年度叱咤樂壇流行榜頒獎典禮 - 叱咤樂壇生力軍 銀獎
- 第三十三屆十大中文金曲頒獎音樂會 - 最有前途新人獎 金獎
- 2010年度十大勁歌金曲頒獎典禮 - 最受歡迎華語歌曲獎 銅獎《我最愛糖》
- SINA Music樂壇民意指數頒獎禮2010 - 我最喜愛新組合

2011年度
- 新城國語力頒獎禮2011 - 新城國語力組合
- 第三十四屆十大中文金曲頒獎音樂會 - 全年最佳進步獎 銀獎
- IFPI香港唱片銷量大獎2011 - 十大銷量國語唱片《我最愛糖兄妹》
- IFPI香港唱片銷量大獎2011 - 最暢銷本地新人組合

2012年度
- 2012勁歌金曲優秀選第一回 - 得獎歌曲《別煩著我》
- 新城國語力頒獎禮2012 - 新城國語力原創歌曲《留不下來》
- 2012勁歌金曲優秀選第三回 - 最受歡迎華語歌曲獎《現在再見》
- YAHOO!搜尋人氣大獎2012 - 人氣國語歌曲《留不下來》
- 新城勁爆頒獎禮2012 - 新城勁爆國語歌曲《留不下來》
- 新城勁爆頒獎禮2012 - 新城勁爆組合
- 2012年度十大勁歌金曲頒獎典禮 - 最受歡迎組合獎 銅獎

2013年度
- 第9屆「勁歌王」全球華人樂壇音樂盛典 - 飛躍組合
- 新城國語力頒獎禮2013 - 新城國語力原創歌曲《世界也能夠感受》
- 新城國語力頒獎禮2013 - 新城國語力組合

2019年度
- 新城勁爆頒獎禮2019 - 勁爆組合

## 外部連結
- 糖兄妹 新浪微博 （糖妹） （页面存档备份，存于）
- 糖兄妹 新浪微博 （糖兄） （页面存档备份，存于）
- 糖兄妹 在kkbox的簡介 （页面存档备份，存于）
- 糖兄妹 在虾米音樂的簡介 （页面存档备份，存于）
- 糖兄妹 在WOW MUSIC 的簡介